# Cercueils personnalisés du Ghana
 (octobre 2024).
La mise en forme du texte ne suit pas les recommandations de Wikipédia : il faut le « wikifier ».
Les points d'amélioration suivants sont les cas les plus fréquents. Le détail des points à revoir est peut-être précisé sur la page de discussion.
- Les titres sont pré-formatés par le logiciel. Ils ne sont ni en capitales, ni en gras.
- Le texte ne doit pas être écrit en capitales (les noms de famille non plus), ni en gras, ni en italique, ni en « petit »…
- Le gras n'est utilisé que pour surligner le titre de l'article dans l'introduction, une seule fois.
- L'italique est rarement utilisé : mots en langue étrangère, titres d'œuvres, noms de bateaux, etc.
- Les citations ne sont pas en italique mais en corps de texte normal. Elles sont entourées par des guillemets français : « et ».
- Les listes à puces sont à éviter, des paragraphes rédigés étant largement préférés. Les tableaux sont à réserver à la présentation de données structurées (résultats, etc.).
- Les appels de note de bas de page (petits chiffres en exposant, introduits par l'outil «  Source ») sont à placer entre la fin de phrase et le point final[comme ça].
- Les liens internes (vers d'autres articles de Wikipédia) sont à choisir avec parcimonie. Créez des liens vers des articles approfondissant le sujet. Les termes génériques sans rapport avec le sujet sont à éviter, ainsi que les répétitions de liens vers un même terme.
- Les liens externes sont à placer uniquement dans une section « Liens externes », à la fin de l'article. Ces liens sont à choisir avec parcimonie suivant les règles définies. Si un lien sert de source à l'article, son insertion dans le texte est à faire par les notes de bas de page.
- La présentation des références doit suivre les conventions bibliographiques. Il est recommandé d'utiliser les modèles {{Ouvrage}}, {{Chapitre}}, {{Article}}, {{Lien web}} et/ou {{Bibliographie}}. Le mode d'édition visuel peut mettre en forme automatiquement les références.
- Insérer une infobox (cadre d'informations à droite) n'est pas obligatoire pour parachever la mise en page.

Pour une aide détaillée, merci de consulter Aide:Wikification.
Si vous pensez que ces points ont été résolus, vous pouvez retirer ce bandeau et améliorer la mise en forme d'un autre article.
Les cercueils personnalisés du Ghana sont en Europe aussi appelés cercueils de fantaisie, cercueils fantastiques ou cercueils proverbiales (abebuu adekai). 
Ils se sont développés des palanquins personnalisés qui aujourd'hui ne sont que rarement utilisés dans la Région d'Accra. Les cercueils figuratifs sont faits par certains menuisiers de talent dans la Région du Grand Accra au sud du Ghana. Ces objets colorés qui ne sont pas seulement des cercueils, mais aussi véritables œuvres d'art ont été montrés pour la première fois à un large public occidental à l'exposition Les Magiciens de la terre au Centre Pompidou, Musée National d'Art Moderne de Paris 1989. Les sept cercueils qui ont été exposés en 1989 ont été réalisés par Kane Kwei (1922-1992) et par son ancien assistant Paa Joe (1947). Depuis lors, les cercueils d’art du Ghana ont été montrés dans de nombreux musées et galeries d'art à travers le monde.

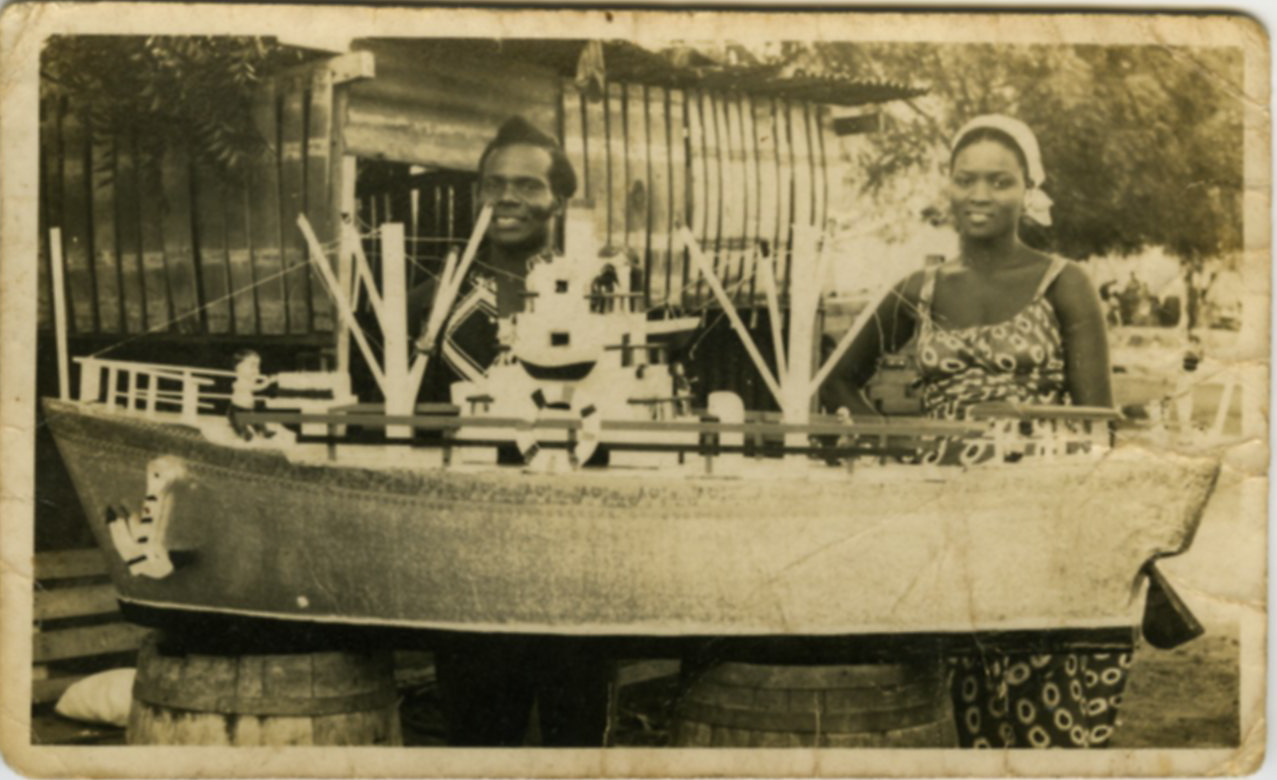
Ataa Oko avec sa femme devant un cercueil en forme de bateau, environ 1960.

## Origine
La raison pour laquelle principalement les Gas qui habitent dans la Région du grand Accra utilisent ces cercueils élaborés pour leurs funérailles est expliquée par leurs croyances religieuses concernant l'au-delà. Ils croient que la mort n'est pas la fin et que la vie continue dans l'autre monde de la même manière qu'il a fait sur terre. Les ancêtres sont également pensés pour être beaucoup plus puissants que les vivants et capables d'influencer leurs proches qui sont encore vivants. C'est pourquoi les familles font tout leur possible pour s'assurer que la personne morte est sympathique à leur égard le plus tôt possible. Le statut social du défunt dépend principalement de l'importance, du succès et de l'utilisation d'un cercueil exclusif pendant un enterrement.
Les cercueils personnalisés sont seulement vus le jour de l'enterrement quand ils sont enterrés avec le défunt. Ils symbolisent souvent les professions des gens morts. Certaines formes représentent aussi insigne royale ou sacerdotale et peuvent avoir une fonction magique et religieuse. Seules les personnes ayant le statut approprié sont autorisées à être enterrées dans ces types de cercueils. Différents animaux, comme les lions, les coqs ou les crabes peuvent représenter des totems du clan. De même, seuls les chefs des familles concernées sont autorisés à être enterrés dans des cercueils de ce type. Beaucoup de formes évoquent également des proverbes, qui sont interprétés des Ga de différentes manières. C'est pourquoi ces cercueils sont appelés alors cercueils proverbiaux (abebuu adekai).

## Historique

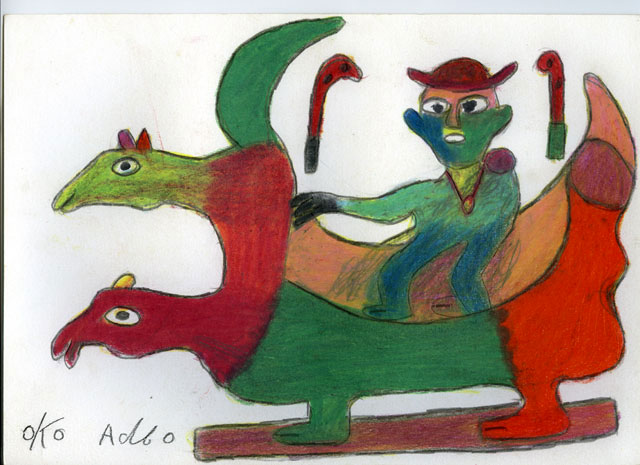
Palanquin figurarif ; dessin d'Ataa Oko (1918-2012)

Les Cercueils personnalisés se sont développés des palanquins figuratifs qui existaient à Accra déjà dans les années 1930. Mais depuis les années 1950 seulement, ces cercueils figuratifs sont aussi utilisés par les Ga chrétiens.Aujourd’hui les cercueils figuratifs sont devenus une partie intégrante de la culture funéraire locale. Quelques personnes croient que Kane Kwei a été l'inventeur de ces cercueils parce que des journalistes les avaient découvert dans son atelier. 
Mais des chercheurs, dont les ethnologues Roberta Bonettiet spécialement Regula Tschumi ne croient plus à ce mythe d'origine et elles attribuent l'origine à d’autres charpentiers. 
Dans un récent article dans le journal African Arts (novembre 2013), Regula Tschumi montre comment les palanquins figuratifs des Ga sont liés avec les cercueils et pourquoi les rois qui utilisent des palanquins étaient aussi enterrés dans des cercueils figuratifs. Ses photos prouvent que les rois Ga ont utilisé des palanquins figuratifs déjà dans les années 1940 à Accra et qu'on ne pourra jamais savoir qui a inventé cette forme d'art extraordinaire.
L'idée de fabriquer et d'utiliser ces cercueils sur mesure avait été inspiré par ces palanquins figuratifs dans lesquelles les chefs Ga étaient transportés au début du XXe siècle. Ataa Oko qui est né en 1919 près d’Accra serait l'un de ceux qui aurait commencé autour de 1945 à fabriquer des cercueils personnalisés.

## Sur le travail des maîtres
Les cercueils figuratifs sont exclusivement réalisés sur commande. Chaque maître emploie un ou plusieurs apprentis qui prennent en charge une grande partie du travail, ce qui lui permet de produire plusieurs cercueils en même temps. Pour leur fabrication, on utilise habituellement du bois local, le wawa. Dans le cas des cercueils de musée, en revanche, on emploie du bois précieux. Tous les travaux de menuiserie sont exécutés à la main. Les cercueils sont réalisés dans un délai de deux à six semaines, selon le degré de difficulté du motif et le savoir-faire des menuisiers. Quand il s’agit de projets très ambitieux, par exemple pour un cercueil en forme d’aigle, de crabe ou de poule ou dans le cas de pièces destinées au marché de l’art occidental, les maîtres menuisiers se font aider par des peintres professionnels d’enseignes. Plusieurs d’entre eux sont également reconnus pour leurs affiches de films ghanéens destinés au cinéma ou au marché de l’art international.

## Sélection d'artistes

### Kudjoe Affutu

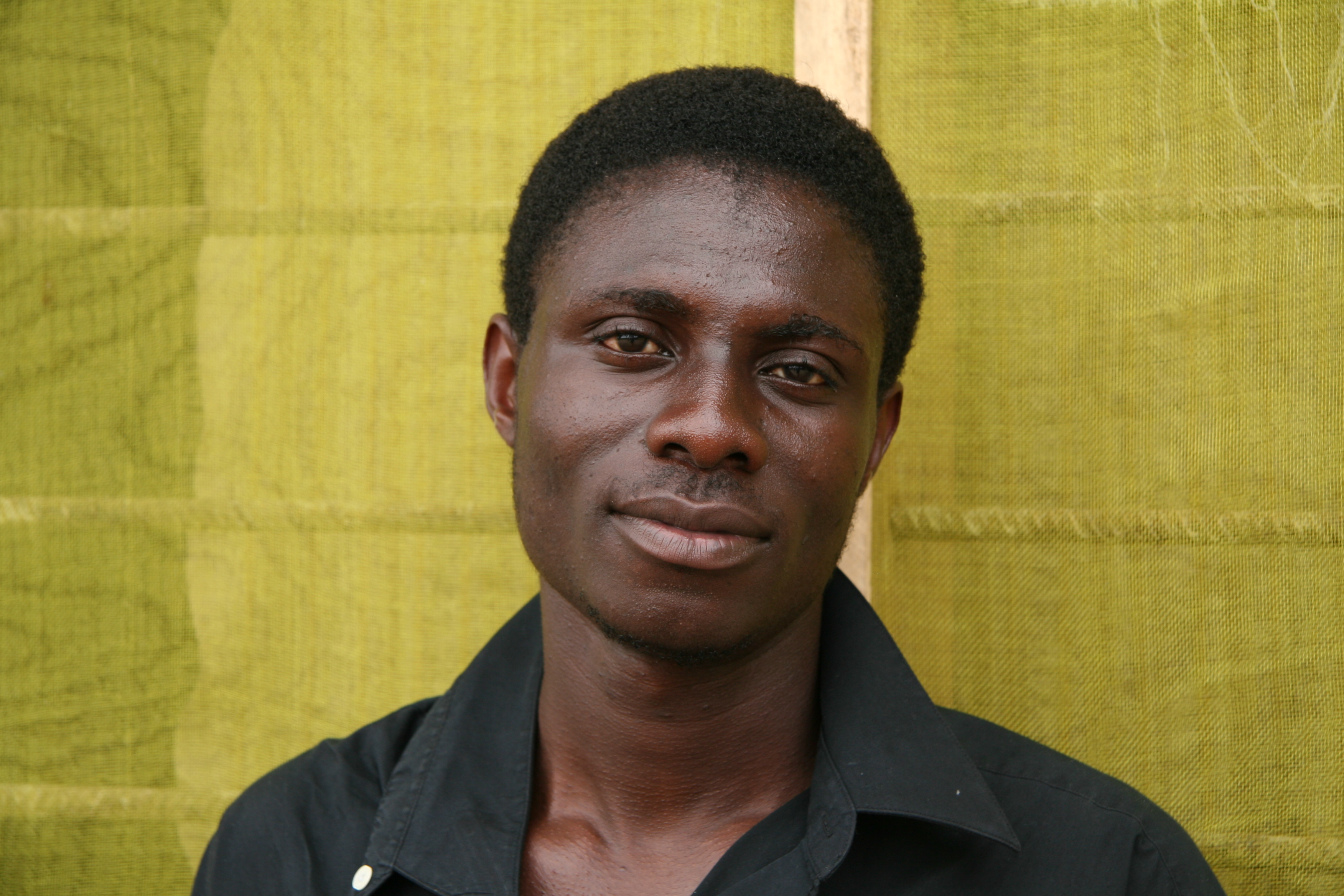
Kudjoe Affutu (2007)

Kudjoe Affutu (né en 1985) a effectué sa formation de créateur de cercueils figuratifs auprès de l'artiste Paa Joe à Nungua,
dans la région d’Accra. Depuis 2007, il dirige son propre atelier à Awutu (Région Centrale, Ghana), où il réalise des cercueils figuratifs et des sculptures pour des enterrements ghanéens, ainsi que pour des musées d’art et des collectionneurs privés.
En Europe, il s’est fait un nom grâce à sa participation à de nombreux projets d’expositions. Il a collaboré avec des artistes comme Thomas Demand, Saâdane Afif et M.S. Bastian et Isabelle L. Ses cercueils figuratifs et ses sculptures ont été exposés au Centre Pompidou, au Musée Tinguely Bâle, au Nouveau musée national de Monaco et au Musée d'ethnographie de Neuchâtel.

### Eric Adjetey Anang
Eric Adjetey Anang est un sculpteur de cercueils figuratifs né en 1985 à Teshie au Ghana où il vit et travaille. Depuis 2009 il dirige l'atelier de son grand-père Kane Kwei. Il a participé à plusieurs expositions d'envergure internationale, invité des artistes américains en résidence, été l'objet de plusieurs films documentaires et contribue à des recherches scientifiques.

### Paa Joe

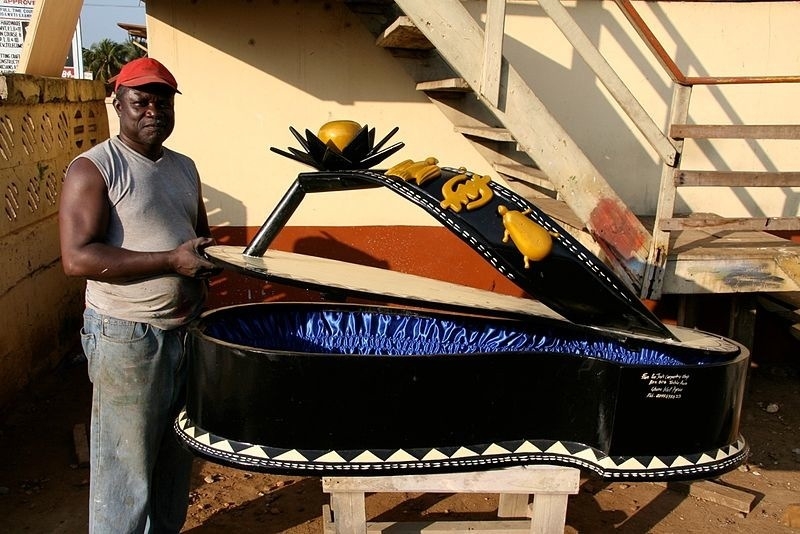
Paa Joe 2006

Paa Joe est né en 1947 dans la région de Akwapim (Ghana). Il fait son apprentissage dans l’atelier de Kane Kwei à Teshie, mais quitte son maître dès 1974. En 1976, il ouvre son propre atelier à Nungua. En 1989 il est invité avec Kane Kwei à participer à l'exposition Les Magiciens de la terre à Paris. Depuis lors, ses cercueils sont montrés partout dans le monde. En 2005, ils sont exposés dans la galerie Jack Shainman à New York et Jack Bell à Londres. En 2006, il participe à l'exposition Six Feet Under au Kunstmuseum de Berne. En 2007, il quitte son atelier à Nungua et il ouvre un nouvel atelier à Pobiman près d'Accra où il travaille aujourd'hui.

### Eric Kpakpo
Eric Kpakpo est un sculpteur de cercueils figuratifs né en 1979 à Nungua, Ghana. Il a fait son apprentissage de 1994 à 2000 dans l'atelier de Paa Joe à Nungua. Ensuite il est resté avec Paa Joe encore six ans avant d'ouvrir son propre atelier de cercueils personnalisés à La, près d'Accra. Depuis 2024 Kpakpo est artist de la galerie d'André Magnin à Paris.

### Daniel Mensah

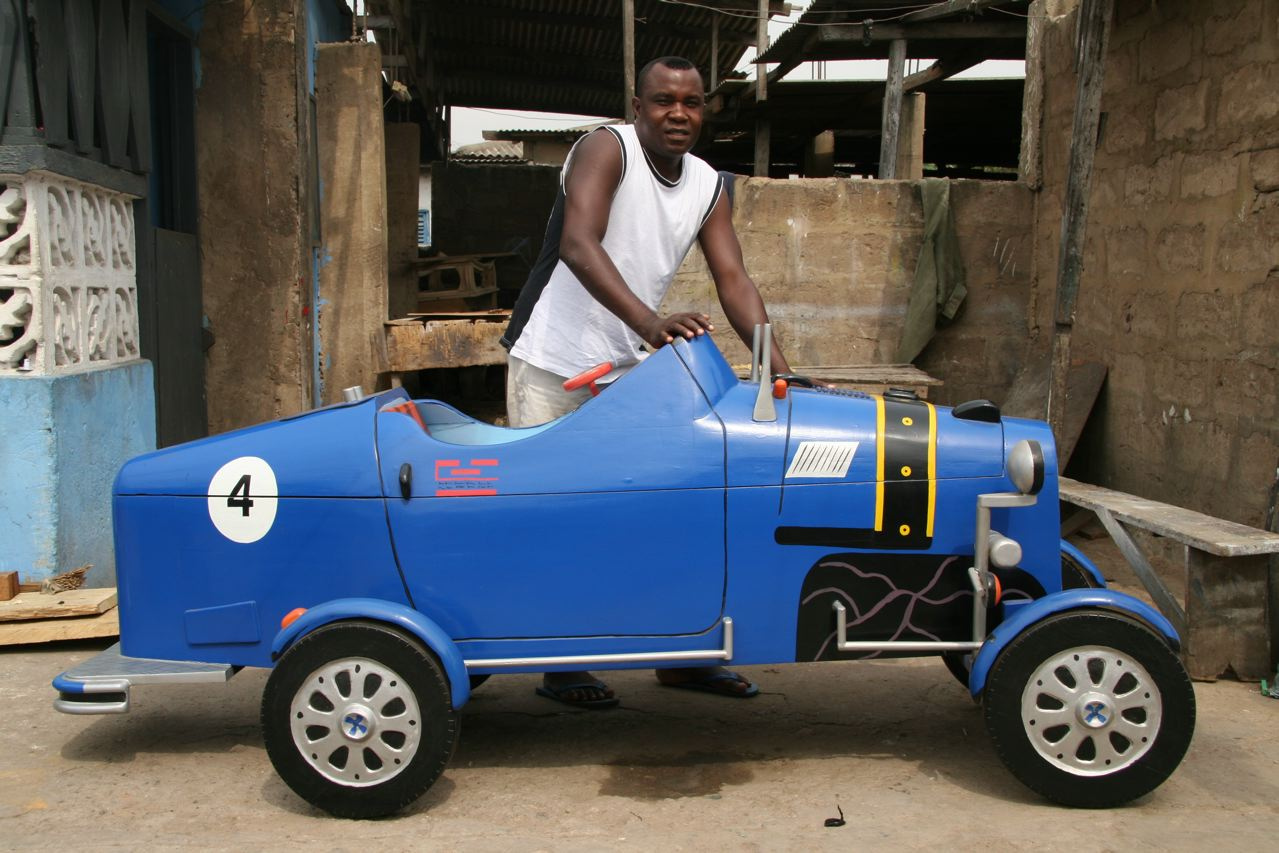
Hello avec son cercueil Oldtimer en 2006

Daniel Mensah appelé aussi Hello, est né en 1968 à Teshie, au Ghana. Il a fait son apprentissage dans l’atelier de Paa Joe à Nungua. Ce n'est qu'en 1998 qu'il ouvre son propre studio à Teshie. Les cercueils de Hello ont été montrés dans plusieurs expositions, comme au British Museum à Londres ou au Sainsbury Art Museum, à Norwich. 

### Ataa Oko Addo
Ataa Oko Addo (1919-2013) de La est un des premiers sculpteurs de cercueils figuratifs et un dessinateur ghanéen d'Art brut. Menuisier de formation, il faisait revivre grâce aux crayons de couleur ses créations originales, mais enterrées : des cercueils personnalisés selon les professions des défunts, des palanquins figuratifs et des esprits. Sa rencontre en 2002 avec l’ethnologue suisse Regula Tschumi est capitale : cette dernière cherche à obtenir des informations sur les sculptures funéraires d’Ataa Oko, désormais invisibles puisqu’elles sont enterrées, et lui demande de les dessiner. C’est ainsi que l’œuvre graphique de ce créateur autodidacte prend naissance et se développe année après année. 

## Galerie

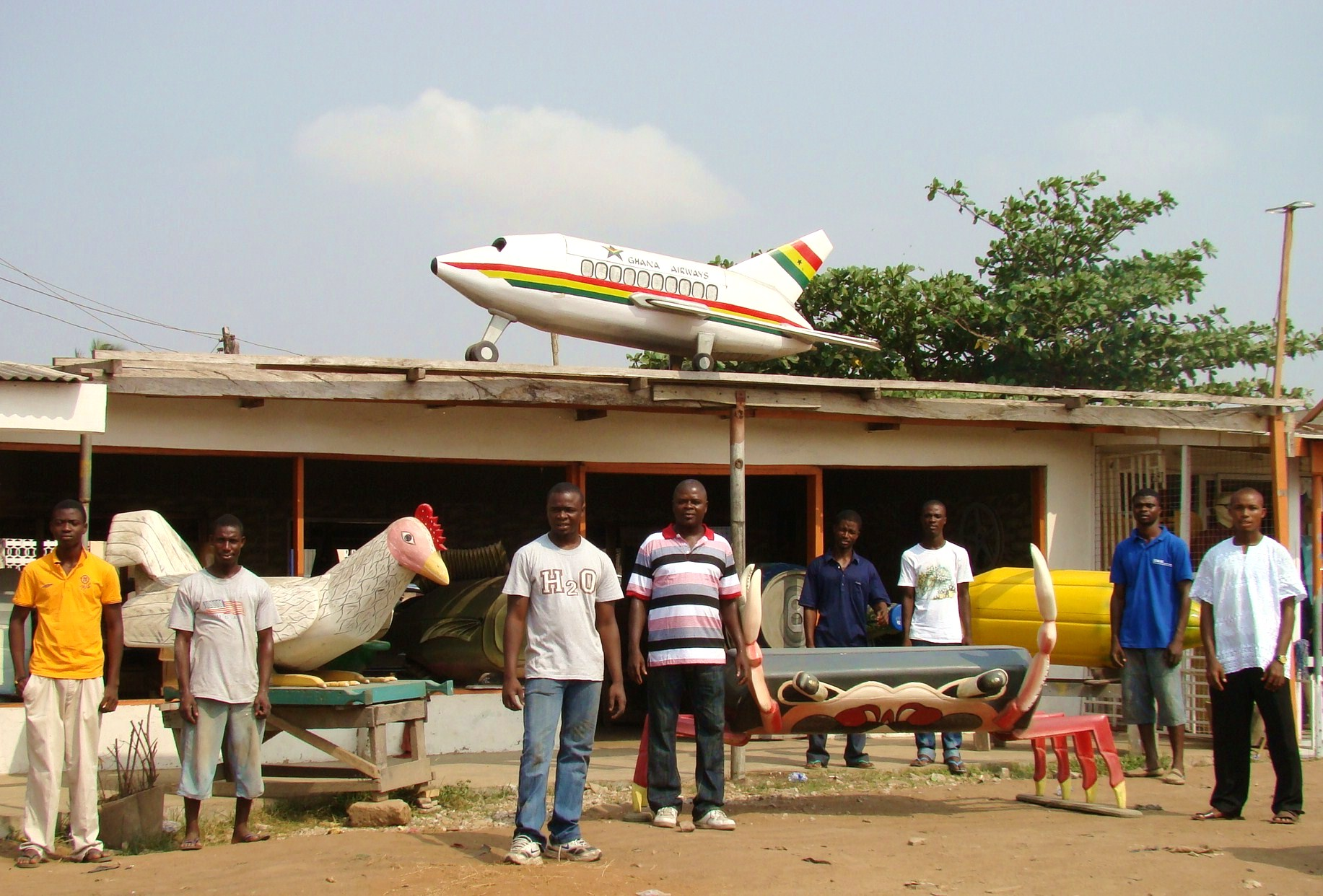
L'Atelier Kane Kwei et quelques cercueils en exposition mise en scène par Guy Hersant le 10 janvier 2010
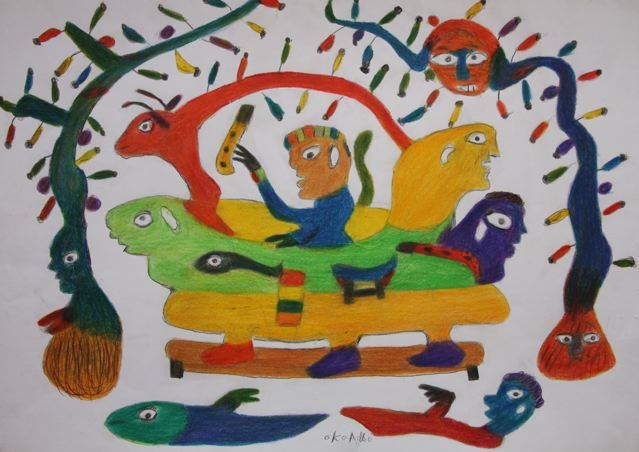
Palanquin figuratif, dessin d'Ataa Oko 2010
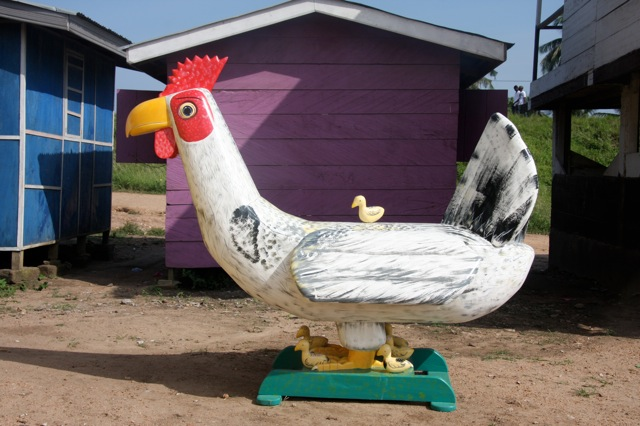
Cercueil personnalisé de Kudjoe Affutu 2008
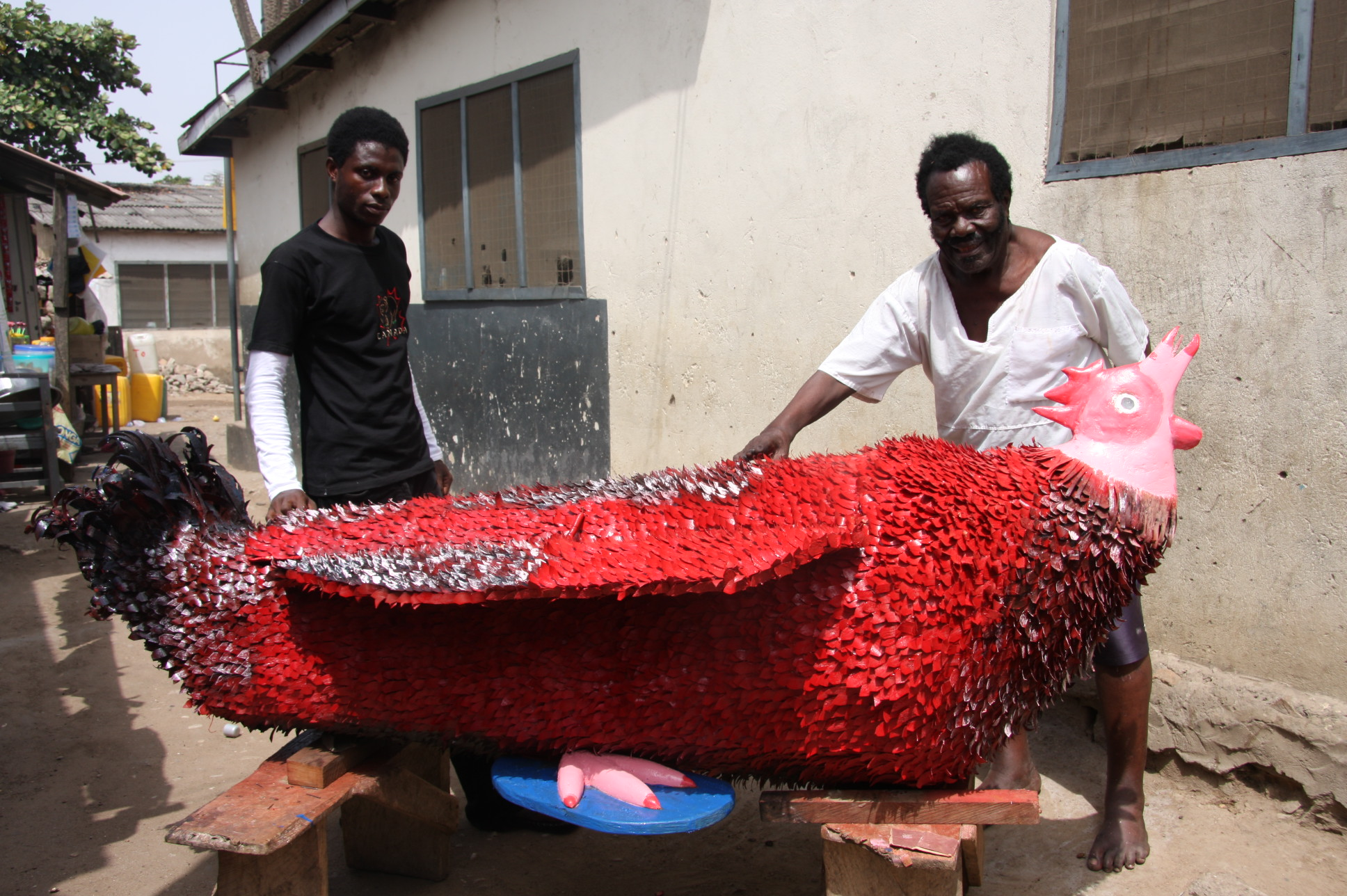
Ataa Oko et Kudjoe Affutu avec le cercueil coq rouge 2009, Photo: Regula Tschumi
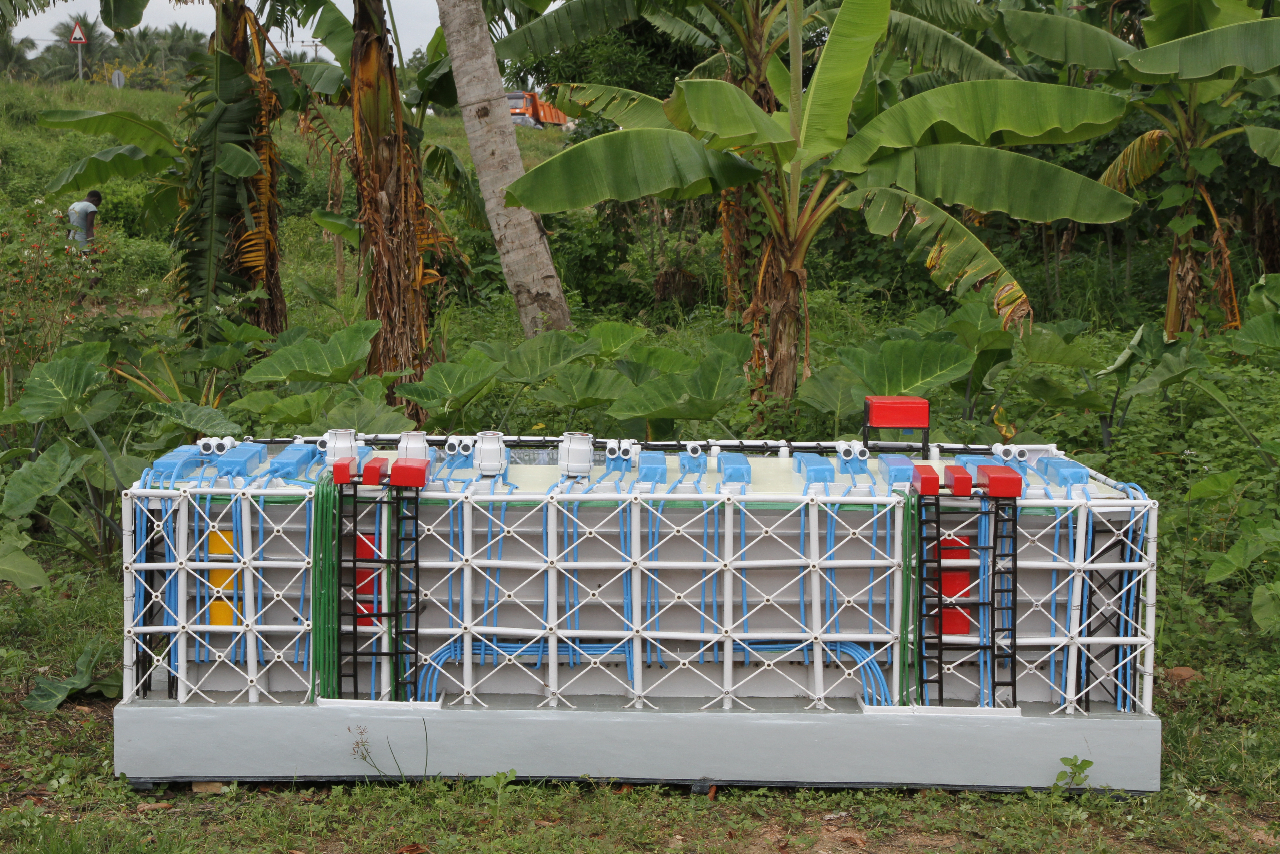
Cercueil Centre Pompidou de Kudjoe Affutu 2010, Photo: Regula Tschumi

## Présence sur la scène internationale
(juin 2020).
2012
- (ja) Let's celebrate funerals with our best smile! Film documentaire-fiction en japonais, avec Eric Adjetey Anang et Rieko Saibara. 60 minutes. Réalisation TVMAN UNION / NHK, diffusé au Japonsur NHK BS Premium.
- Réalisation par Eric Adjetey Anang d'un cercueil personnalisé pour Rieko Saibara, Mangaka japonaise.

2011
- Going out in style, film documentaire de 10 minutes sur Eric Adjetey Anang par la réalisatrice anglaise Zoe Elliott-Shircore.
- Résidence d'Eric Adjetey Anang de quatre semaines à Portland, Oregon (États-Unis) à l'invitation de l'Oregon College of Arts and Crafts et Catlin Gabel School. Animation d'ateliers avec les élèves, réalisation d'un cercueil in situ et conférence.
- article sur le site de France Télévision consacré à Eric Adjetey Anang
- Eric Adjetey Anang invité à créer un cercueil in situ à la Biennale de design de Gwangju (Corée du Sud)[13],[14]
- Organisation d'une résidence de deux mois à l'Atelier Kane Kwei pour le designer de Caroline du Sud Benjamin Rollins Caldwell
- Eric Adjetey Anang en résidence de trois semaines au Musée de l'Art Funéraire Mondial de Novossibirsk[15],[16],[17],[18],[19],[20],[21],[22],[23],[24]
- Installation d'un cercueil poisson de Eric Adjetey Anang au Musée royal de l'Ontario, à l'occasion de la Journée Mondiale des Musées
- article dans l'édition papier de Mondomix et sur le site du même magazine consacré à Eric Adjetey Anang
- Miracles of Africa[25]. im Hämeenlinna Art Museum, Hämeenlinna et Oulu Museum of Art, Oma, Finnland avec des dessins de Ataa Oko.* Dessins de Ataa Oko au Sainsbury Centre for Visual Arts, University of East Anglia, Norwich[26]. Griff Rhys Jones. 2011.* Matthew Marks Gallery, New York City. Cercueil Réfrigérateur de Kudjoe Affutu à l'exposition La carte d’après nature de Thomas Demand.* Tinguely Museum Basel. Cercueil Hummer de Kudjoe Affutu pour l'exposition Fetisch Auto. Ich fahre, also bin ich.

2010
- Vidéo consacrée à Eric Adjetey Anang présentée sur CNN International   et diaporama dans le cadre des programmes "Inside Africa" de CNN
- Article sur  Eric Adjetey Anang publié dans le magazine canadien Spezzatino
- Reportage pour France 24 consacré à Eric Adjetey Anang
- Commande d'une sculpture d'Eric Adjetey Anang figurant une épicerie par le département archéologie de l'Université du Ghana à Legon pour le Pitt Rivers Museum, Oxford.
- Reportage télévisé de 26 minutes sur Eric Adjetey Anang - GTV, télévision nationale du Ghana.
- Article sur l'œuvre d'Eric Adjetey Anang dans un Journal autrichien.
- Collection de l’Art Brut, Lausanne [27]. Exposition Ataa Oko et les Esprits, dessins et cercueils.
- Centre Pompidou, Paris. Cercueil Pompidou de Kudjoe Affutu à l'exposition Anthologie de l’humour noir de Saâdane Afif.
- Nouveau Musée National de Monaco, Villa Paloma. Cercueil Réfrigérateur de Kudjoe Affutu à l'exposition d'ouverture La carte d’après nature de Thomas Demand.

2009
- Commande publique - un cercueil d'Eric Adjetey Anang. Musée royal de l'Ontario, Toronto, Canada.
- Ghana : sépultures sur mesure - Film documentaire de 52 minutes sur Eric Adjetey Anang et Ataa Oko. Réalisation Philippe Lespinasse. FTV Pôle TV5 / Grand Angle Productions, France[28].
- Émission TV de 26 minutes sur Atelier Kane Kwei. El Mondo TV. Madrid, Espagne.
- (en) Ghana art Coffins in exhibition in Antwerp, Belgium - Article en ligne sur la participation de l’atelier Kane Kwei et Eric Adjetey Anang à l’opération « Boulevard Amandla ».
- Émission radio d’une heure consacrée à l’Atelier Kane Kwei et au poète ghanéen Nii Aye vivant à Londres. Radio Central, Anvers, Belgique.
- Commande de huit cercueils  d'Eric Adjetey Anang - Collectionneur privé. Los Angeles, CA, États-Unis.

2008
- Moment with Mo Abudu - Émission TV d’une heure avec Eric Adjetey Anang sur l'histoire et les productions de l’Atelier Kane Kwei. Studios M-Net TV. Lagos, Nigeria.
- Interview de Eric Adjetey Anang. Arte Television, Allemagne.

2006, 2007/2008
Kunstmuseum Bern, Deutsches Hygienemuseum, Dresden. Exposition Six Feet Under: Autopsie unseres Umgangs mit Toten. Dessins et cercueils de Ataa Oko et cercueils de Paa Joe.
2005
- Œuvre(s) de Kane Kwei présentée(s) dans l'exposition Arts of Africa, Grimaldi Forum, Monaco, France[29]
- Œuvre(s) de Kane Kwei  présentée(s) dans l'exposition African Art Now, Museum of Fine Art, Houston, États-Unis.
- Œuvre(s) de Kane Kwei  présentée(s) dans l'exposition Sexualität und Tod - AIDS in der Zeitgenössischen Afrikanischen Kunst, RJM Museum, Cologne, Allemagne.

2003
- Œuvres de Kane Kwei  présentées dans l'exposition Ghana: hier et aujourd’hui, Musée Dapper, Paris, France[30]

2000
- Œuvre(s) de Kane Kwei présentée(s) dans l'exposition Ein Fisch für die letzte Ruhe, Museum auf dem Ohlsdorfer Friedhof, Hamburg, Allemagne[31].

1998
- Œuvres de Kane Kwei  présentées dans l'exposition Kane Kwei, Museum of Contemporary and Modern Art, Geneva, Suisse.
- Œuvre(s) de Kane Kwei  présentée(s) dans l'exposition AFRICA Vibrant New Art from a Dynamic Continent, Tobu Museum of Art, Tokyo, Japon.

1997
- Œuvre(s) de Kane Kwei  présentée(s) dans l'exposition Wie das Leben, so der Sarg…Nam June Paik, Ifa Gallery, Bonn, Allemagne.

1996
- Œuvre(s) de Kane Kwei|Kane Kwei présentée(s) dans l'exposition Neue Kunst aus Afrika, Maison des Cultures du Monde, Berlin, Allemagne.

1995
- Nam June Paik Recent Works, galerie Benamou-Gravier, Paris, France - Œuvres de Atelier Kane Kwei|Kane Kwei  revisitées par Nam June Paik[32].

1993
- Œuvre(s) de Kane Kwei  présentée(s) dans l'exposition Skizzen eines Projektes, Ludwig Forum für internationale Kunst, Aachen, Allemagne.

1991
- Œuvres de Kane Kwei  présentées dans l'exposition Africa Explores: 20th Century African Art, New Museum of Contemporary Art, New York, États-Unis.

1989
- Œuvres de Kane Kwei  présentées dans l'exposition Magiciens de la Terre, National Museum of Contemporary Art - Georges Pompidou Center, La Grande Halle de la Villette, Paris, France.